# H-index
h-index är ett mått för citeringsanalys, som beskriver både produktivitet och räckvidd i publicering för en forskare eller akademiker.
Givet att en persons publikationer är sorterade fallande efter antalet citeringar så är h-index ordningsnumret för den sista artikel där antalet citeringar är större än eller lika med ordningsnumret.
Kortfattat innebär ett h-index på 10 att en person är medförfattare till minst 10 artiklar där varje artikel blivit citerad minst 10 gånger, totalt minst 100 citeringar, vilket kan vara fallet för en docent eller nybliven professor. Ett h-index på 100 kräver minst 10 000 citeringar och en omfattande vetenskaplig publicering.
d-index (Discipline H-index) är ett liknande mått där citeringsanalysen avgränsas till en viss disciplin (forskningsområde) och vissa korrigeringar görs med avseende på graden av medverkan (författare, medförfattare) i de granskade artiklarna.

## Bakgrund
Indexet föreslogs 2005 av Jorge E. Hirsch(en), en fysiker vid UCSD, University of California, San Diego, som ett verktyg för att jämföra omfattning och kvalitet i publicering för teoretiska fysiker och kallas ibland för "The Hirsch index" eller Hirsch number.
Indexet har fått en viss spridning, och redovisas till exempel automatiskt för den som skapar en profil i Google Scholar, samt för andra vetenskapliga bibliotekstjänster, till exempel Scopus, Elsevier’s databas för artiklar och citeringar. Vid beräkningen inkluderar Google Scholar även andra publikationer (till exempel böcker), vilket gör att redovisat h-index normalt blir högre än till exempel Scopus som har en mer strikt avgränsning till vetenskapliga artiklar.

## Definition
En forskare tar fram kunskap och producerar artiklar, som huvud- eller medförfattare,  som sänds till vetenskapliga tidskrifter. Efter granskning kan en artikel accepteras och publiceras. Andra forskare läser artikeln, och kan välja att citera denna artikel i andra artiklar. Ett enkelt mått på den enskilda artikelns "kvalitet" eller "avtryck" är antalet citeringar, {\displaystyle M}.
Enkla mått på forskarens produktivitet eller "avtryck" är det totala antalet artiklar {\displaystyle N}, samt det totala antalet citeringar {\displaystyle \sum _{i=1}^{N}M_{i}}, alltså summan av antalet citeringar för samtliga artiklar.
För att beräkna h-index sorteras artiklarna i fallande ordning efter antalet citeringar, så att {\displaystyle A_{1}}är artikeln med störst antal citeringar {\displaystyle M_{1}}, {\displaystyle A_{2}}den med näst störst antal citeringar {\displaystyle M_{2}}, och {\displaystyle A_{N}}den med minst antal citeringar {\displaystyle M_{N}}.
h-index är då ordningsnumret för den sista artikel där antalet citeringar är större än eller lika med ordningsnumret, det vill säga {\displaystyle M_{i}\geq i}.
Annorlunda uttryckt så innebär till exempel ett h-index på 10 att en person är medförfattare till minst 10 publicerade artiklar, där samtliga vardera har minst 10 citeringar.

### Exempel

Grafisk presentation av h-index

En forskare har publicerat 12 artiklar som fått totalt 78 citeringar. I tabellen visas antalet citeringar i fallande ordning:
| Artikel nr | 1  | 2  | 3  | 4 | 5 | 6 | 7 | 8 | 9 | 10 | 11 | 12 | Tot |
| Citeringar | 20 | 14 | 11 | 9 | 7 | 6 | 5 | 3 | 2 | 1  | 0  | 0  | 78  |

Den 6:e artikeln har 6 citeringar varför h-index blir 6.
En annan forskare har också publicerat 12 artiklar, som också totalt fått 78 citeringar, men fått stor publicitet för en av sina artiklar som fått 50 citeringar, och i övrigt enligt tabellen nedan:
| Artikel nr | 1  | 2 | 3 | 4 | 5 | 6 | 7 | 8 | 9 | 10 | 11 | 12 | Tot |
| Citeringar | 50 | 8 | 6 | 5 | 3 | 2 | 2 | 1 | 1 | 0  | 0  | 0  | 78  |

Den 4:e artikeln har 5 citeringar, men den 5:e har 3, varför h-index blir 4.
De båda forskarna har samma antal publicerade artiklar, och samma totala antal citeringar, men den förste får ett högre h-index på grund av en jämnare fördelning över sina artiklar av antalet citeringar.
Exemplet visar att ett högt h-index inte kan uppnås med en enstaka "succé-artikel", utan kräver att många artiklar producerats där många av dessa citerats av många personer.

### Avgränsningar
Om inget annat angives är h-indexet förmodligen beräknat på personens samtliga artiklar, men det förekommer avgränsningar i urvalet av artiklar som att:
- självciteringar undantas (där forskaren refererar till sina egna artiklar)
- urvalet av artiklar begränsas till en viss tidsperiod (till exempel "de sista 5 åren")
- urvalet begränsas till en viss disciplin eller till vissa tidskrifter

En sådan avgränsning minskar antalet artiklar och därmed också det beräknade h-indexet, men kan då göra måttet mer relevant och underlätta jämförelser med andra personer om samma avgränsning gjorts för dem.
D-index eller Discipline H-index är ett exempel på en sådan avgränsning, där citeringsanalysen avgränsas till en viss disciplin (forskningsområde). Dessutom görs vissa korrigeringar med avseende på graden av medverkan (författare, medförfattare) i de granskade artiklarna.

## Diskussion
Varje försök att skapa mått på vetenskaplig publicering har svagheter och måste tolkas med försiktighet. En svaghet är att olika discipliner har olika mönster eller rutiner för hur publicering sker.
- Det kan finnas avsevärda skillnader mellan vilken mängd arbete som ligger bakom en enskild artikel, vilket kan ge stora skillnader i antalet möjliga publicerade artiklar.

- Det kan finnas avsevärda skillnader mellan vad som krävs för att få stå med som medförfattare i en artikel - vissa artiklar kan ha ett stort antal medförfattare där några kanske bara gjort mindre bidrag som till exempel att granska artikeln. Detta påverkar självfallet antalet möjliga publicerade artiklar för de enskilda medförfattarna.[5]

- h-index beaktar inte hur personen är placerad i medförfattarlistan vilket kan vara en indikation på graden av medverkan i artikeln. Även här finns olika traditioner - normalt är förstanamnet huvudförfattaren, medan tillkommande författare kan vara uppräknade i alfabetisk ordning eller ordnade efter grad av medverkan, och sistaplatsen kan vara tillägnad huvudhandledare.[5]
- Olika vetenskapliga tidskrifter har olika rykte eller "impact factor" och det kan vara lättare att få sina artiklar accepterade i en mindre prestigefylld tidskrift.
- Olika kunskapsområden har olika traditioner för omfång och citeringsmönster, vilket tenderar att ge forskare inom sociologi och humaniora lägre h-index än inom till exempel medicin, teknik och ekonomi.[6]

Dessa svagheter har dock h-index gemensamt med till exempel måtten "antal artiklar" och "antal citeringar".
Sammantaget innebär detta att alla mått inklusive h-index, "antalet publiceringar" eller "antalet citeringar" blir trubbiga speciellt om man försöker jämföra över disciplin- och landgränser.
h-index kan i viss mån bemöta dessa svagheter genom att det både återger att författaren har många publiceringar, och att många av dessa måste ha många citeringar. Att till exempel publicera i mindre kända tidskrifter må vara en "genväg" att få ett stort antal publiceringar, men om dessa tidskrifter har få läsare så kommer responsen i form av citeringar att bli begränsad, och begränsa möjligt h-index.
Verkligt höga h-index kräver ett betydligt större antal citeringar än låga. Implicit innebär ett h-index på till exempel 10 att personen har minst 10 artiklar med 10 citeringar eller fler, det vill säga minst 100 citeringar, medan ett h-index på 20 på samma sätt innebär minst 400 citeringar, 30 innebär minst 900 och så vidare.
Ett högt h-index blir därför ett mått på att det inte bara har publicerats artiklar, utan att de verkligen befunnits läsvärda av ett stort antal personer. Det krävs också att många artiklar är citerade - en enstaka "succé-artikel" med ett stort antal citeringar kan inte ensam ge ett högt h-index.

## Exempel
En av de genom tiderna mest produktiva matematikerna är Paul Erdős (1913–1996) som producerade omkring 1 500 matematiska uppsatser. Enligt Google Scholar har han (2024) över 110 000 citeringar och ett h-index på 134. Det kan vara värt att notera att Erdős h-index ett kvartssekel efter hans bortgång alltjämt fortsätter att öka, då det fortlöpande skrivs nya artiklar där han citeras.
En välkänd svensk fysiker med en mycket omfattande publicering är Max Tegmark. Enligt Google Scholar har han (2024) över 86 000 citeringar och ett h-index på 127, medan han (2024) i Scopus har drygt 52 000 citeringar och 98 i h-index.
En svensk professor inom humaniora med en betydande men ändå mer "normal" publicering är religionshistorikern Göran Larsson. Enligt Google Scholar har han (2024) drygt 1 800 citeringar och ett h-index på 25, medan han (2024) i Scopus har drygt 400 citeringar och ett h-index på 12.
Enligt en amerikansk undersökning 2019 bland akademiskt verksamma läkare anges ett h-index på 6–10 vara representativt för docenter (associate professors) och 12–24 för professorer. En sammanställning från 2024 anger bland annat h-index i spannet 20–40 som typiskt för professorer inom humaniora, medan motsvarande inom datorvetenskap anges till 33–60.